# Holy Roller
Holy Roller (nacido el 18 de octubre de 1992) por el semental Bizkaia, la yegua Sanción, y el padre Bendición Secret, fue un gran pura sangre Australiano, un caballo de carreras de los mediados y finales de la década de 1990. Él ganó 12 de sus 26 carreras y ha desarrollado un seguimiento de culto entre los Sydneyaficionados a las carreras. Criado y propiedad del Woodlands Stud, Holy Roller se situó 18,1 manos en comparación con el pura sangre promedio en alrededor de 16 manos. Sus aspectos más destacados de las competencias es que incluye victorias en la Bill Ritchie Handicap y el Crystal Milla.

## Nacimiento
Holy Roller nació en Woodlands Stud Denman, en Nueva Gales del Sur, donde se llevó a su presa más de una hora para sacarlo. El potro llegó a 02:40 y no tuvo hasta 03:20. Tanto la presa y el potro se agotaron y se quedó por casi una hora en recuperación. El vigilante de la noche lo vio parir, era un joven de 6 pies, y cuando el potro finalmente se puso de pie, alcanzaba el nivel de la mitad del pecho del vigilante. Observaciones en el momento incluyen: muy grande potro, enormes rodillas, espolones, etc.

## Madre
Su madre, Bendicion Secret, tenía promedio de tamaño de 16 manos, pero era muy amplia y espaciosa. La mayor parte de su descendencia había sido bastante grande - sus hijas tendían a ser amplia como ella, y como la genuflexión, pero él era inmenso, alto y ancho, pero no tan grande como su medio hermano Holy Roller. El toro Sanción es un caballo bastante alto, 16.1h.

## Características
Holy Roller fue destetado, quitó la presa en abril de 1993. Siempre fue muy fácil de distinguir entre los animales destetados en un potrero -era más alto que el Clydesdale potro que compartió el paddock.
Woodlands Stud tuvo que vender sus becerros, pero las carreras todo lo engendraba; Trevor Lobb (gerente general) y su privado entrenador John Hawkes pidieron evaluar a los jóvenes en noviembre y los dividieron en grupos adecuados para la doma. Cuando John Hawkes vio Holy Roller primera vez, dijo, "Él se vería bien tirando de un carro." El novillo fue nombrado por los predicadores evangélicos que solían deambular por los estados sureños de los EE. UU. (la Biblia cinturón Mississippi), comúnmente conocido como "aleluyas ". Se quedó hasta el último lote de añojos para doma y no fue a Belmont Park (al noreste de Sídney) hasta mayo de 1994. Después de que el interruptor lo montó la primera vez, él dijo: "Este enorme bulto sabe dónde él está poniendo sus pies y tiene un gran equilibrio." Holy Roller fue castrado a una edad temprana para tratar de frenar su patrón de crecimiento rápido, pero no funcionó.
En doma, Holy Roller mide 17 manos y se pesa un estimado de 660 kg. Cada vez que salía por un tiempo, a su regreso, él volvía a ser medido y siempre aumentaba más en altura. Al final de su carrera deportiva, midió 18,1 manos.

## Competición
Holy Roller no comenzó hasta que tuvo una edad de 3 años. Luego ganó en Canterbury y Moonee Valley (ambas pistas de muy apretado giro). Holy Roller siempre tenía que correr por fuera del campo para tener la libertad de estirar correctamente. Si quedaba atrapado en el interior de otros caballos, tenía que obstaculizar para arriba para evitar golpear a los otros competidores.
Jinetes que han montado Holy Roller dijeron que era como andar en un antiguo Cadillac, un viaje muy tranquilo, gran suspensión, pero cuando el paso se alarga en el recto, que reciben el efecto latigazo en el cuello; también se niegan a desmontar recta de la espalda, sino ponerse en un carril a mano si es posible, y luego bajar a la tierra. Otro de los problemas durante la carrera fue que el jinete era a menudo incapaz de ver los caballos delante del cuello y la cabeza (estaba escondido debajo). Tenía que confiar en el caballo, y luego de pasado el caballo más pequeño de forma segura. Jockey Larry Cassidy dice a menudo que pedirá que Holy Roller fuese hacia adelante en una carrera, pero el caballo se negaba, a continuación, movía hacia los lados, y Larry se daba cuenta de que había un caballo de "tamaño normal" delante de él, pero no es visible desde la silla de montar .
Holy Roller creó trabajo extra para herradores. Los zapatos de acero estándar son cerca de 8 pulgadas de longitud, pero el Holy Roller necesitan 14 pulgadas por la pezuña, es decir, el herrador tuvo que comenzar con una barra de acero recta.
Tras su jubilación, sus propietarios - Chicken Reyes, Jack Ingham y Bob Ingham - donaron a Holy Roller Rod Hoare (oficial de Protección Equina NSW) que estaba buscando un gran caballo para hacer el trabajo de doma.